# Samtgemeinde Papenteich
La comunità amministrativa di Papenteich (Samtgemeinde Papenteich) si trova nel circondario di Gifhorn nella Bassa Sassonia, in Germania.

## Suddivisione
Comprende 6 comuni:
1. Adenbüttel
2. Didderse
3. Meine
4. Rötgesbüttel
5. Schwülper
6. Vordorf

Il capoluogo è Meine.